# Pycnocryptodes colorator
Pycnocryptodes colorator är en stekelart som först beskrevs av Aubert 1968.  Pycnocryptodes colorator ingår i släktet Pycnocryptodes och familjen brokparasitsteklar. Inga underarter finns listade i Catalogue of Life.